# Scaptia senegalensis
Scaptia senegalensis är en tvåvingeart som först beskrevs av Macquart 1834.  Scaptia senegalensis ingår i släktet Scaptia och familjen bromsar.
Artens utbredningsområde är Senegal. Inga underarter finns listade i Catalogue of Life.